# Halipeurus spadix
Halipeurus spadix är en insektsart som beskrevs av Günter Timmermann 1961. Halipeurus spadix ingår i släktet Halipeurus och familjen fjäderlöss. Inga underarter finns listade i Catalogue of Life.